# Mattauschia laticeps
La mattauschia (Mattauschia laticeps) è un anfibio temnospondilo estinto, appartenente ai trematopidi. Visse nel Carbonifero superiore (circa 311 - 307 milioni di anni fa) e i suoi resti fossili sono stati ritrovati in Europa.

## Descrizione
Questo animale è noto per alcuni esemplari, tra cui un adulto di cui si conosce un cranio parziale con mandibola e alcuni frammenti e due piccoli esemplari metamorfosizzati. Mattauschia doveva essere un piccolo anfibio, lungo non oltre quaranta centimetri. Era caratterizzato da una particolare apertura nel cranio di fronte all'orbita, come tutti gli altri suoi stretti parenti (i trematopidi). La narice esterna era molto grande e di forma ovale, una caratteristica primitiva rispetto agli altri trematopidi.

## Classificazione
I fossili di questa specie furono scoperti nel ben noto giacimento di Nýřany (Třemošné), in Repubblica Ceca. Inizialmente i fossili vennero descritti come Limnerpeton laticeps da Antonin Fritsch, nel 1881. Successivamente i fossili vennero attribuiti al genere Mordex (Milner e Sequeira, 2003), e solo nel 2018 vennero considerati appartenere a un genere a sé stante (Milner, 2018). 
Mattauschia è considerato uno dei rappresentanti più primitivi dei trematopidi, un gruppo di anfibi temnospondili dalla caratteristica morfologia cranica. Secondo lo studio di Milner (2018), Mattauschia sarebbe alla base di una sequenza stratigrafica di trematopidi sempre più grandi e specializzati, comprendente anche Fedexia ed Ecolsonia, che termina con Acheloma, la forma più grande e derivata.

## Paleoecologia
Sembra che Mattauschia e l'affine Mordex fossero animali che allo stadio adulto erano spiccatamente terrestri. Questi piccoli predatori, tuttavia, erano legati all'ambiente acquatico allo stadio larvale: sembra che nel giacimento di Nýřany siano stati ritrovati giovani esemplari, solitamente considerati larve di "branchiosauri", che potrebbero a tutti gli effetti appartenere a trematopidi.  